# Fred Draper
Frederick Paul Draper II  (Chester, Pensilvania, 2 de septiembre de 1925 - San Bernardino, California, 28 de diciembre de 1999) fue un actor de cine y televisión estadounidense. Fue compañero de cuarto en la ciudad de Nueva York de Harry Mastrogeorge y John Cassavetes mientras asistía a la Academia Estadounidense de Artes Dramáticas    (AADA) junto a Grace Kelly , Anne Bancroft y otros actrices. Se graduó el 1 de mayo de 1950. Apareció en numerosos programas de televisión y películas.
Apareció en cuatro películas dirigidas por Cassavetes: Faces, Husbands, A Woman Under the Influence y Opening Night. También interpretó varios personajes en seis episodios de la serie de detectives Columbo, protagonizada por Peter Falk (visible en el Museo de Televisión y Radio en Beverly Hills, California).